# A-fonds-perdu-Beitrag
Der Begriff A-fonds-perdu-Beitrag (französisch: als verlorener Beitrag) wird im schweizerischen und liechtensteinischen Subventionswesen verwendet. Er bezeichnet Beiträge, meist Investitionsbeiträge oder Sanierungsbeiträge, auf deren Rückzahlungspflicht die öffentliche Hand von vornherein verzichtet. Im Unterschied dazu werden auch «bedingt rückzahlbare» und «rückzahlbare» Darlehen gewährt.
Hintergrund ist, dass durch eine alternative Schenkung dem Begünstigten hohe steuerliche Aufwände entstehen würden, die dem Unterstützungszweck nicht dienlich sind.

## Schreibweise
In der schweizerischen Gesetzgebung und offiziellen Dokumenten werden zwei Schreibweisen verwendet:
- alleinstehend in der französischen Schreibweise, z. B. «Der Bund und der Kanton Genf leisten an diese Kosten einen Beitrag von je einem Drittel als Subventionen à fonds perdu».[3]
- in Verbindung mit einem deutschen Wort eingedeutscht und durchgebunden mit Bindestrich, z. B. «Der Bund stellt den betroffenen Bahnen die benötigten Mittel in Form von marktgemäss verzinslichen oder von variabel verzinslichen bedingt rückzahlbaren Darlehen sowie in Form von A-fonds-perdu-Beiträgen zur Verfügung».[4]

## Trivia
Der Begriff findet sich auch im Namen einer inzwischen aufgelösten Band, die sich aber der gegebenen Übersetzung zufolge «für immer verloren» eigentlich «A Fond Perdu» hätte nennen müssen, denn «fonds» mit «s» heisst Geldfonds, Grundstück, Schatz, Fundus etc., «fond» ohne «s» heisst Boden, Grund und «à fond» heisst gründlich, vollständig.